# Serrat de l'Orri (Fontanals de Cerdanya)
El Serrat de l'Orri és una serra situada entre els municipis de Fontanals de Cerdanya i de Puigcerdà, a la comarca de la Baixa Cerdanya, amb una elevació màxima de 1.711 metres.